# Net use
 (septembre 2020).
Sa qualité peut être largement améliorée en utilisant un vocabulaire plus directement compréhensible.
 (septembre 2020).
Si vous disposez d'ouvrages ou d'articles de référence ou si vous connaissez des sites web de qualité traitant du thème abordé ici, merci de compléter l'article en donnant les références utiles à sa vérifiabilité et en les liant à la section « Notes et références ».
La commande Windows net use, pour « network use » permet de créer un raccourci vers un autre ordinateur du réseau. On parle alors de mapper un point de montage.
Elle est équivalente à un clic droit sur le poste de travail, puis Connecter un lecteur réseau....

## Exemples
La commande suivante ajoute dans le poste de travail, le lecteur Z: pointant vers le C: d'un PC distant.
```
net use Z: 
"\\Nom ou IP du PC\c$"

```

On peut aussi traduire l'option Se reconnecter à l'ouverture de session avec le paramètre suivant :
```
net use Y: \\serveur\dossier-public /persistent:yes

```

Si l'accès nécessite un compte spécifique et un mot de passe, la syntaxe est la suivante :

```
net use Y: \\serveur\dossier-public  passwd /user:domaine\account /PERSISTENT:YES

```

Lorsque le lecteur ajouté n'est plus nécessaire, il est possible de l'enlever avec la commande suivante:
```
net use X: /delete

```